# Karly Robertson
Pour les articles homonymes, voir Robertson.
Karly Robertson (née le 14 novembre 1989 à Dundee en Écosse), est une patineuse artistique britannique. Elle est championne de Grande-Bretagne 2015.

## Biographie

### Carrière sportive
Karly Robertson remporte le titre national britannique junior en 2007, mais il lui faut attendre huit ans supplémentaires et se contenter sept fois de suite de la place de vice-championne britannique derrière sa compatriote Jenna McCorkell, pour enfin remporter le titre senior 2015 (en novembre 2014 à Sheffield).
Sur le plan international, Karly Robertson a participé une fois aux championnats du monde juniors en 2009 à Sofia (23e) et trois fois aux championnats d'Europe (2009 à Helsinki, 2010 à Talinn et 2015 à Stockholm). Elle n'a à ce jour jamais participé ni aux championnats du monde, ni à une épreuve du Grand Prix ISU.

## Palmarès
| Compétition                          | 2008 | 2009 | 2010 | 2011 | 2012 | 2013 | 2014 | 2015 | 2016 | 2017 | 2018 | 2019 | 2020 | 2021 | 2022 |
| Jeux olympiques d'hiver              |      |      |      |      |      |      |      |      |      |      |      |      |      |      |      |
| Championnats du monde                |      |      |      |      |      |      |      |      |      |      |      |      | CA   |      |      |
| Championnats d’Europe                |      | 21e  | 23e  |      |      |      |      | 26e  |      |      |      |      |      | CA   |      |
| Championnats de Grande-Bretagne      | 2e   | 2e   | 2e   | 2e   | 2e   | 2e   | 2e   | 1re  | 4e   | 2e   | 2e   | 2e   | 2e   | CA   | 2e   |
| Championnats du monde juniors        |      | 23e  |      |      |      |      |      |      |      |      |      |      |      | CA   |      |
| Légende : CA = Compétitions annulées |      |      |      |      |      |      |      |      |      |      |      |      |      |      |      |